# Golden Time (ранобе)
Golden Time (яп. ゴールデンタイム) — серія ранобе автора Ююко Такемії та ілюстратора Едзі Комацу. З вересня 2010 р. видавництвом ASCII Media Works опубліковано 10 томів. Серія поєднує романтичну комедію з надприродною тематикою. Манга-адаптація Умечадзуке стартувала у жовтні 2011-го в журналі Dengeki Daioh. 24-серійна аніме-адаптація студії J.C.Staff виходила на MBS з 3 жовтня 2013 по 27 березня 2014.

## Сюжет
Банрі Тада нещодавно став студентом приватної школи права у Токіо. Через наслідки випадкового падіння з моста після закінчення середньої школи він втратив всі спогади до цього. На момент інциденту душа Банрі покинула своє тіло, і «Дух Банрі Тада» з'явився на світ, несучи спогади до закінчення школи.
Запізнившись на церемонію відкриття, Банрі загубився, паралельно намагаючись знайти шлях до місця переорієнтації першокурсників. Він йде за дівчатами, вважаючи, що вони знають правильну дорогу, та опиняється у магазині, де, купивши морозиво, зустрічає першокурсника з тієї ж школи, Міцуо Янагісаву. Хлопці порозумілися відразу, тому що потрапили в однакові неприємності. Але тільки вони знаходять необхідну будівлю, перед ними з'являється красива дівчина з букетом троянд, яка дає ляпаса квітами Міцуо по обличчю.
Стильна, добре одягнена та ідеальна насправді його подруга дитинства Кьоко Кага. Колись, ще будучи дітьми, вони пообіцяли одружитися один з одним в один прекрасний день. Проте через її настирливість та подорослішав Міцуо склав іспити в один відомий приватний коледж і таємно втік від Кьоко. Ось тільки дівчина, як тінь, пішла за Міцуо і зуміла вступити до того ж університету.

## Персонажі
- Банрі Тада (яп. 多田 万里)

Центральний персонаж і студент-новачок, який вивчає право у приватному університеті Токіо. Його рідне місто знаходиться в префектурі Сідзуока, і тепер він живе один у невеликій квартирі. Незабаром після закінчення середньої школи він впав з моста і тому страждає від важкої ретроградної амнезії, не в змозі пригадати нічого з більш ранніх подій. Він пропустив іспит до ВНЗ і один рік у школі через госпіталізацію.
- - Дух Банрі (яп. 万里の霊魂)

Душа Банрі, вважає себе померлим у 18-річному віці. Має спогади до закінчення середньої школи. Його ніхто не помічає, він слідкує за Банрі та спостерігає за подіями.
- Кьоко Кага (яп. 加賀 香子)

Студентка-першокурсниця в юридичному університеті Банрі. Ззовні виглядає як ідеальна леді. У перший рік навчання в початковій школі подружилася з Міцуо. Відтоді дала обіцянку одружитися з ним, планувала їхнє спільне життя навіть попри думку Міцуо. Оскільки вони тепер обидва навчаються в тому ж університеті, дівчина постійно слідкує за Янагісавою, як тінь.
- Міцуо Янагісава (яп. 柳澤 光央)

Міцуо на першому курсі вивчає право в університеті Банрі. Після вступної церемонії загубився і намагався знайти шлях до будівлі профорієнтації першокурсників, на території кампуса зустрівся і познайомився з Банрі. Останній називає його "Яна-сан" (яп. ヤナっさん). Він став об'єктом нав'язливої ставлення Кьоко через знайомство під час шкільних років. Таємно склав іспит у цей університет у спробі втекти від дівчини. Живе сам у квартирі через три зупинки від Банрі.
- Лінда (яп. リンダ) / Нана Хаясіда (яп. 林田 奈々)

Студентка другого курсу і член японського товариства культури і науково-дослідного фестивалю. Опускаючи подробиці, вона запрошує Банрі і Кьоко приєднатися. Була знайома з Банрі до його падіння з моста, але з якоїсь причини приховує це.
- Така Сато (яп. 佐藤隆哉/ Нідзіген (яп. 二 次元 くん)) -

Другокурсник, колега Банрі за гуртком. Його прізвисько можна перекласти як «любитель двовимірних». Банрі зустрічає його в гуртку чайних церемоній, коли вони обидва приходять познайомитися з діяльністю гуртка. Розчарувавшись у тривимірних, реальних дівчатах, він заявляє, що тепер його цікавлять тільки двовимірні. Відповідно, саме такою хлопець представляє свою ідеальну дівчину. У старшій школі його називали «Сатотака».
- Чінамі Ока (яп. 岡 千波)

Низькоросла студентка, член суспільства дослідження кіномистецтва. Розмовляє дитячим голосом, як сейю, озвучує маленьких дівчаток.
- Нана (яп. なな)

Студентка третього курсу університету. Серед студентів знана як Нана-семпай. Одягається і поводить себе, як персонаж манги «Нана», яку Банрі читав, коли лежав у лікарні.

## Медіа

### Ранобе
Golden Time розпочалася як серія ранобе, створена Ююко Такемією з ілюстраціями Едзі Комацу. Перший том опублікований 10 вересня 2010 р. під лейблом Dengeki Bunko видавництва ASCII Media Works. На 10 жовтня 2013-го серія нараховує сім томів з основним сюжетом і три томи побічної історії. Серія також публікується у журналі Dengeki Bunko Magazine.
| № | Назва | Дата виходу     | ISBN                   |
| - | --- | --------------- | ---------------------- |
| 1 | Golden Time 1: A Blackout in Spring Golden Time 1: Haru ni Shite Blackout (ゴールデンタイム1 春にしてブラックアウト)                                                                              | 10 вересня 2010 | ISBN 978-4-04-868878-9 |
| 2 | Golden Time 2: The Answer is Yes Golden Time 2: Kotae wa Yes (ゴールデンタイム2 答えはYes) | 10 березня 2011 | ISBN 978-4-04-870381-9 |
| 3 | Golden Time 3: Masquerade Golden Time 3: Kamen Butōkai (ゴールデンタイム3 仮面舞踏会) | 10 серпня 2011  | ISBN 978-4-04-870735-0 |
| 4 | Golden Time 4: Contrarily Don't Look Back Golden Time 4: Urahara Naru Don't Look Back (ゴールデンタイム4 裏腹なるdon't look back)                                                                 | 10 березня 2012 | ISBN 978-4-04-886546-3 |
| – | Golden Time Spin-off: 2D-kun Special Golden Time Gaiden: Nijigen-kun Special (ゴールデンタイム外伝 二次元くんスペシャル)                                                                          | 10 червня 2012  | ISBN 978-4-04-886631-6 |
| 5 | Golden Time 5: The Ghost of Summer, Japanese Summer Golden Time 5: Onryo no Natsu Nihon no Natsu (ゴールデンタイム5 ONRYOの夏 日本の夏)                                                           | 10 вересня 2012 | ISBN 978-4-04-886897-6 |
| – | Golden Time Extra: We're Still Smiling in the Summer 100 Years Later Golden Time Bangai: Hyakunen-go no Natsu mo Atashitachi wa Waratteru (ゴールデンタイム番外 百年後の夏もあたしたちは笑ってる) | 10 січня 2013   | ISBN 978-4-04-891324-9 |
| 6 | Golden Time 6: To Memories of Other Lives Golden Time 6: Kono Yo no Hoka no Omoide ni (ゴールデンタイム6 この世のほかの思い出に)                                                                  | 10 квітня 2013  | ISBN 978-4-04-891557-1 |
| – | Golden Time Spin-off: Africa Golden Time Retsuden: Africa (ゴールデンタイム列伝 AFRICA) | 10 серпня 2013  | ISBN 978-4-04-891858-9 |
| 7 | Golden Time 7: I'll Be Back (ゴールデンタイム7 I'll Be Back) | 10 жовтня 2013  | ISBN 978-4-04-866059-4 |
| 8 | Golden Time 8: Winter Trip Golden Time 8: Fuyu no Tabi ((ゴールデンタイム8 冬の旅)) | 8 березня 2014  | ISBN 978-4-04-866414-1 |

### Манґа
Манґа-адаптація проілюстрована Умечадзуке виходила у журналі Dengeki Daioh видавництва ASCII Media Works з жовтня 2011 по липень 2016. З 27 березня 2012 по 27 вересня 2016 вийшло дев'ять танкобонів. Seven Seas Entertainment видавали серію у Південній Америці з жовтня 2015 по січень 2018.
| № | Японське видання | Японське видання       | Англійське видання | Англійське видання     |
| № | Дата виходу      | ISBN                   | Дата виходу        | ISBN                   |
| - | ---------------- | ---------------------- | ------------------ | ---------------------- |
| 1 | 27 березня 2012  | ISBN 978-4-04-886494-7 | 27 жовтня 2015     | ISBN 978-1-626921-88-7 |
| 2 | 27 вересня 2012  | ISBN 978-4-04-891022-4 | 19 січня 2016      | ISBN 978-1-626921-9-31 |
| 3 | 27 березня 2013  | ISBN 978-4-04-891456-7 | 12 квітня 2016     | ISBN 978-1-626922-5-63 |
| 4 | 27 липня 2013    | ISBN 978-4-04-891767-4 | 26 липня 2016      | ISBN 978-1-626922-86-0 |
| 5 | 27 січня 2014    | ISBN 978-4-04-866236-9 | 4 жовтня 2016      | ISBN 978-1-626923-39-3 |
| 6 | 27 червня 2014   | ISBN 978-4-04-866704-3 | 10 січня 2017      | ISBN 978-1-626923-83-6 |
| 7 | 20 грудня 2014   | ISBN 978-4-04-869130-7 | 23 травня 2017     | ISBN 978-1-626924-81-9 |
| 8 | 27 липня 2015    | ISBN 978-4-04-865218-6 | 5 вересня 2017     | ISBN 978-1-626924-94-9 |
| 9 | 27 вересня 2016  | ISBN 978-4-04-892372-9 | 23 січня 2018      | ISBN 978-1-626926-72-1 |

### Аніме
24-серійна аніме-адаптація продюсерів Genco і J.C.Staff виходила з 3 жовтня 2013 по 27 березня 2014 на MBS. Режисером аніме став Чіакі Кон, сценарист — Фуміхіко Сімо, дизайн персонажів — Сін'я Гасегава, композитор — Юкарі Хасімото. Опенінг «Golden Time» та ендінг «Sweet & Sweet Cherry» виконується Юй Хорі. Серіал вийшов на восьми компіляційних BD/DVD дисках між 25 грудня 2013 і 23 липня 2014. Аніме ліцензоване Sentai Filmworks для потокового і домашнього показу у 2014. Sentai випустили перевидання аніме-серіалу з англійським дубляжем 17 грудня 2019.

### Візуальна новела
27 березня 2014 вийшла візуальна новела під назвою Golden Time: Vivid Memories для PlayStation Vita. Гру випустила компанія Kadokawa Games. Японський відеоігровий журнал Famitsu оцінив гру у 32 бали з 40.

## Сприйняття
Видання Mainichi Shimbun у березні 2013 повідомило про продаж понад 710 000 копій візуальної новели у Японії.